# Слуцкий, Абрам Аронович
Абра́м Аро́нович Слу́цкий (1898—1938) — деятель советской разведки, комиссар государственной безопасности 2-го ранга (1935). Руководитель Иностранного отдела ГУГБ НКВД СССР (1935—1938). Отравлен во время репрессий в НКВД 1937—1938 годов.

## Ранние годы
Родился в июле 1898 года в селе Парафиевка (ныне пгт, Ичнянский район, Черниговская область, Украина). Еврей. Отец был железнодорожным кондуктором. Учился в гимназии в Андижане (Туркестан), работал на хлопковом заводе. В 1916 был призван в армию, находился на Юго-Западном фронте. В августе 1917 года вернулся в Андижан. Участник установления Советской власти в Средней Азии. В 1918—1919 годах — член, заместитель председателя Андижанского уездного комитета РКП(б). Председатель уездного ревтрибунала.

## 1920—1923
- В сентябре 1920 — сотрудник Ташкентской ЧК.
- В 1921 — председатель Пишпекской уездной ЧК, начальник Пишпекского, Скобелевского, Андижанского уездных ЧК, начальник Ташкентской, затем Ферганской областных ЧК.
- С июня 1922 — председатель Судебной коллегии и зам. председателя Верховного трибунала Туркестанской АССР.
- С января 1923 — ответственный секретарь 2-го горкома (райкома) Ташкента.

## Работа в ОГПУ-НКВД
В конце 1920-х годов А. А. Слуцкий был переведён на работу в Москву.
- С 1926 года работал в экономическом управлении ОГПУ.
- С января 1930 года во внешней разведке — помощник начальника Иностранного отдела (ИНО) ОГПУ А. Х. Артузова. В 1931—1933 годах — главный резидент ИНО по странам Европы. Под прикрытием должности сотрудника торгпредства СССР в Берлине выезжал в спецкомандировки, в том числе в США, лично принимал участие в специальных операциях в Германии, Испании, Франции, Швеции. В Испании действовал под псевдонимом «Маркос».
- В 1934—1935 годах заместитель А. Х. Артузова. С 21 мая 1935 года — назначен начальником ИНО ГУГБ НКВД СССР вместо А. Х. Артузова. 26 ноября 1935 года Слуцкому было присвоено звание комиссара государственной безопасности 2-го ранга.

### Основные операции

#### Промышленный шпионаж
Работа А. А. Слуцкого в экономическом управлении ОГПУ заключалась в ведении промышленного шпионажа. Свой первый орден А. А. Слуцкий получил за операцию по похищению технологии производства шарикоподшипников в Швеции.
В ходе другой тайной операции ему удалось получить отступные на сумму в 300 000 $ у шведского «спичечного короля» И. Крюгера, угрожая, в противном случае, выбросить на мировой рынок огромную партию дешёвых спичек советского производства.

#### Политические убийства
Заметную часть работы ИНО ГУГБ НКВД под управлением Слуцкого составлял розыск и физическое устранение противников Сталина за границей, в особенности — деятелей белой эмиграции и сторонников Л. Д. Троцкого. Основные операции этого периода включали:
- похищение в Париже 22 сентября 1937 года председателя РОВС ген. Е. К. Миллера;
- похищение архива Л. Д. Троцкого в Париже;
- убийство в Лозанне 4 сентября 1937 спецгруппой под руководством Сергея Шпигельгласа бывшего сотрудника ИНО НКВД Игнатия Рейсса;
- убийства сторонников Л. Д. Троцкого и противников И. В. Сталина во время гражданской войны в Испании.
- «исчезновение» Скоблина Николая Владимировича

#### Другие операции
- резиденты советской разведки в Великобритании Арнольд Дейч и Теодор Малли завербовали группу агентов, известную как Кембриджская пятерка
- Был одним из инициаторов, разработчиков и участников операции «Тарантелла».

## Смерть

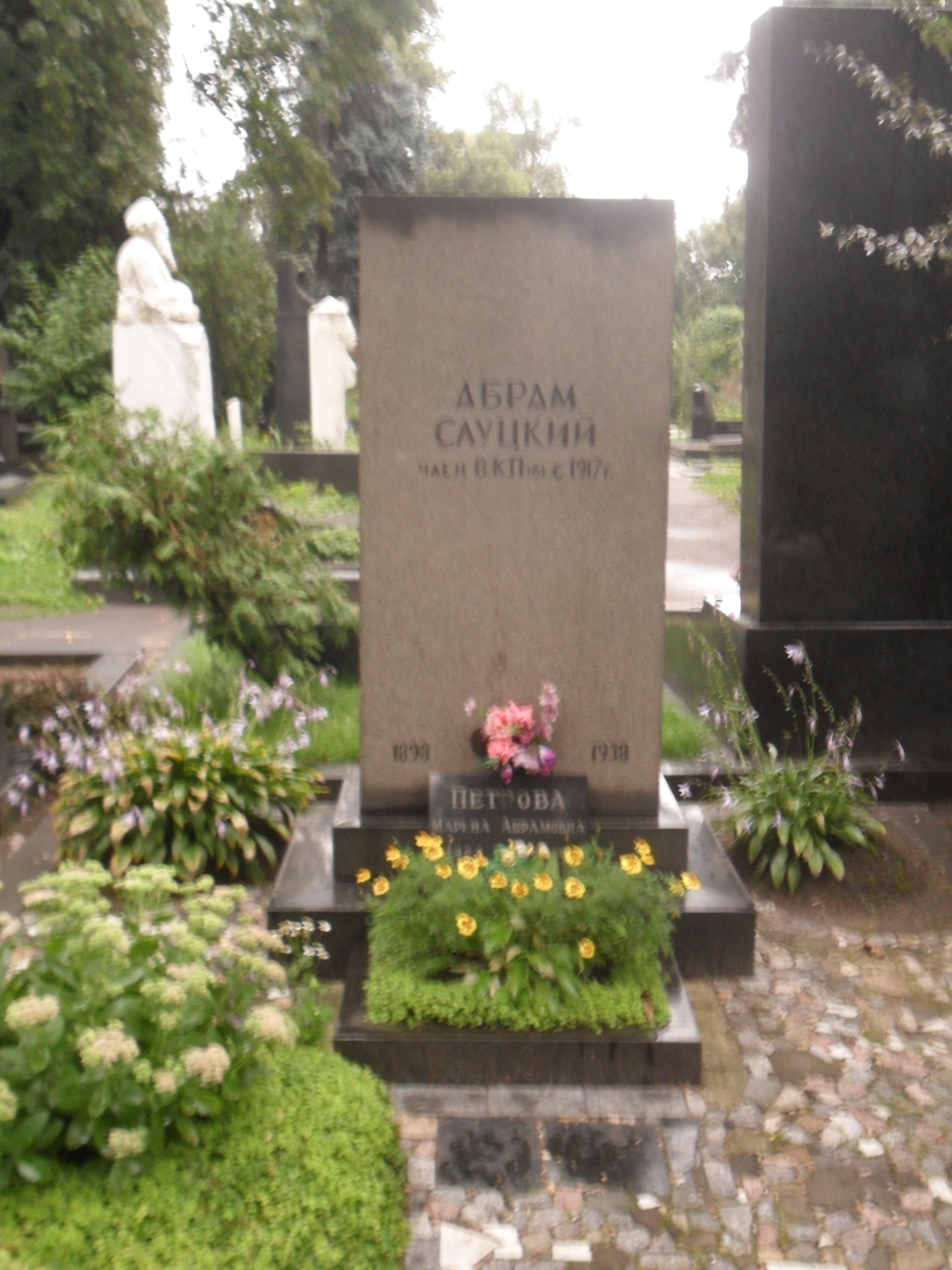
Могила Слуцкого на Новодевичьем кладбище.

К лету 1937 года Слуцкий остался единственным начальником отдела Главного управления государственной безопасности, которому удалось сохранить свой пост после смещения Ягоды и прихода в НКВД Ежова.
Внезапно скончался 17 февраля 1938 года, по официальной версии — «от сердечной недостаточности». Смерть наступила в кабинете начальника Главного управления государственной безопасности НКВД, М. П. Фриновского. Арестованный в 1938 году бывший начальник отдела оперативной техники НКВД М. С. Алёхин показал, что Слуцкий был отравлен им путём инъекции яда при непосредственном содействии Фриновского и Л. М. Заковского. 

17 февраля <Фриновский> вызвал Слуцкого к себе в кабинет, а начальник оперативно-технического отдела Алёхин прятался в смежной комнате. Пока Слуцкий докладывал, другой заместитель Ежова — Заковский — вошёл в кабинет и, расположившись позади Слуцкого, сделал вид, что читает газету. Дальнейшее в описании Фриновского выглядит так: «Улучив момент, Заковский набросил на лицо Слуцкого маску с хлороформом. Последний через пару минут заснул и тогда поджидавший нас в соседней комнате Алёхин впрыснул в мышцу правой руки яд, от которого Слуцкий немедленно умер. Через несколько минут я вызвал из санотдела дежурного врача, который констатировал скоропостижную смерть Слуцкого».
Согласно официальному рапорту НКВД об этом происшествии, во время разговора с Фриновским Слуцкий умер от внезапного сердечного приступа. Возможно, что использованный яд обладал действием, напоминавшим сердечный приступ (цианистый калий не использовался, вопреки последующим утверждениям А. Орлова и других). Ежов показал на предварительном следствии о Слуцком, что он «имел от директивных органов указание не арестовывать его, а устранить».
Арестованный в 1939 году бывший нарком внутренних дел СССР Н. И. Ежов подтвердил эту версию.
Похоронен на Новодевичьем кладбище в Москве (1 уч. 11 ряд).

## Награды
- Два ордена Красного Знамени (1928, 1930)
- два нагрудных знака «Почётный работник ВЧК-ГПУ»
- именное оружие

## В культуре
- Трилогия Анатолия Рыбакова «Дети Арбата».
- П. Дашкова «Пакт», 2012 г.
- Александр Сирин в художественном сериале «Очарование зла», 2006 год.